# Martín Rolle
Martín Rolle (Rosario, Provincia de Santa Fe, Argentina; 2 de febrero de 1985) es un ex futbolista y actual director técnico argentino. Jugaba como mediocampista ofensivo o enganche y su primer equipo fue el Club Social y Atlético Guillermo Brown de la ciudad de Puerto Madryn, club donde también se retiró. Actualmente dirige a Guillermo Brown de Puerto Madryn de la Primera Nacional argentina.
Desde el comienzo de su carrera en el fútbol se desempeña como volante creativo y con posibilidad de desempeñarse de buena forma en todo el frente del ataque, posee gran habilidad con el balón, gran capacidad y visión de juego, fuerte disparo de media distancia, además de la precisión al momento de dar pases en profundidad a los atacantes. Está dentro de los futbolistas con más asistencias en el fútbol argentino.

## Trayectoria

### Inicios
Llegó a Puerto Madryn en el año 1997 y eligió jugar en JJ Moreno, escribiendo en el club una página cargada de historia. Aquí formó parte de la categoría 85. Fue campeón en reiterados torneos, formando parte de una camada memorable. En el 2000 pasó a Brown de Puerto Madryn donde tuvo un paso fugaz por las inferiores para debutar en primera división con 15 años, el 16 de diciembre de 2001 por el Torneo Argentino B contra el Club Saavedra de Comodoro Rivadavia finalizando el partido 6-4 en favor de Guillermo Brown y convirtió un tanto. Bajo de dirección Técnica de Eduardo Moyano, el club se consagró Campeón del Torneo Clausura del año 2000. Integró el plantel que participó en el 1.er Torneo Argentino B. Cinco veces como titular y otras nueve entre los suplentes. Llegó a convertir tres goles para luego pasar a la C.A.I. de Comodoro Rivadavia. En la entidad de la "Ciudad del Petróleo" jugó en la Primera Local para luego debutar en la Primera B Nacional de la mano de Marcelo Fuentes, anotando su primer gol en la cancha de Ferro en la 8.ª Fecha.

### Olimpo
En 2009 el técnico Omar De Felipe lleva al elenco aurinegro por tercera vez a la Primera División. Este hecho se consumó el 4 de mayo de 2010 en el encuentro disputado como local ante San Martín de Tucumán y que finalizó empatado 0 a 0.
En la temporada 2010-2011, Olimpo tuvo un papel muy importante en la Primera División. Arrancó con una muy mala primera ronda, donde terminó en el 17.º lugar con tan solo 18 puntos. Esta escasa cantidad de puntos, lo obligaba a realizar entre 30 y 35 puntos, para salvarse del descenso. Con una constante pelea por no descender, Olimpo logró el objetivo y acumuló 30 puntos en la segunda etapa del torneo y alcanzó la 4.ª posición, su mejor campaña en Primera; en dicha temporada Rolle fue una de las figuras del equipo, jugando gran parte del torneo y anotando en 12 encuentros. La siguiente temporada, con un nuevo plantel, el equipo tuvo una pobre cosecha de puntos. El 25 de mayo de 2012, Olimpo perdió por 3 a 2 ante San Martín de San Juan en condición de visitante, lo que significó su descenso a la Primera B Nacional para la temporada 2012-13, luego de estar 2 años jugando en la máxima categoría del fútbol Argentino. En su paso por el club aurinegro jugó en 109 partidos marcando 26 goles, lo que llevaron a que recibiera ofertas de clubes argentinos como Racing y San Lorenzo de Almagro, finalmente este último se hace de la carta del jugador por una cifra cercana a 800.000 dólares.

### San Lorenzo
Llega al Ciclón bajo las órdenes de Ricardo Caruso Lombardi debutando el 18 de agosto de 2012 contra Estudiantes de La Plata desde el primer minuto y siendo reemplazado por Fabián Bordagaray a los 64' de la segunda mitad. Finalmente el partido terminó 0-1 en favor de los ‹pincharratas›. Martín solo jugó otros 5 desde el banco de suplentes contra Tigre, Vélez Sarsfield, Boca Juniors, Atlético Rafaela y Lanús. Seis meses después de su llegada al club se le anuncia que no será tenido en cuenta y que debe buscar un nuevo destino.

### Arsenal
Luego de no ser tenido en cuenta en el elenco de Boedo, es enviado a préstamo a Arsenal de Sarandí junto a su compañero Julio Furch, el Arse tenía de técnico a Gustavo Alfaro y ya se había consagrado campeón del Torneo Clausura 2012. Debutó en el club el 8 de febrero del 2013 contra Unión de Santa Fe partido que terminó empatado a 1. En la Copa Libertadores participó en 5 de los 6 partidos de la fase de grupos, marcando un gol contra The Strongest de Bolivia. En la temporada 2013/14 realiza su mejor campaña y participa en la mayoría de los partidos del equipo, incluso jugó la final de la Copa Argentina en partido único en el Estadio Bicentenario Ciudad de Catamarca, el 16 de octubre de 2013 contra su ex club San Lorenzo de Almagro, ingresó en el minuto 53 por su compañero Fausto Montero, finalmente fue victoria para el Arse por 3-0 con goles de Nicolás Aguirre, Mariano Echeverría y Emilio Zelaya; además del título, consiguieron la clasificación a la Copa Libertadores del año siguiente. En el campeonato internacional logró jugar los 6 partidos del grupo y nuevamente al igual que la copa pasada le convierte un tanto a Deportivo Anzoátegui de Venezuela, al igual que en el campeonato local es titular del equipo, con su buena participación y gran rendimiento recibió ofertas de diversos clubes de Emiratos Árabes y del mismo fútbol argentino.

### Asteras Tripolis
Rolle parte al Asteras Trípoli de Grecia por un año con opción de compra de 1.000.000 de dólares, siendo esta su primera salida al extranjero como jugador ya consolidado teniendo una muy buena temporada con el Asteras logra el mejor año a nivel deportivo en la historia del club, en donde se clasificó a Europa League, hicieron una tremenda campaña, alcanzado la mejor cantidad de puntos en un campeonato para Asteras. Disputó los playoffs y nos clasificó nuevamente a la etapa de grupo de la Europa League, así que en el plano grupo todo le resultó perfecto. A nivel individual, jugó casi 42 partidos, lamentablemente se fracturó la mandíbula en a fines de 2014 y estuvo sin jugar cerca de 3 semanas. Pero después, luego de eso vuelve a jugar logrando cerca de 16 asistencias en todas las competiciones que pudo jugar. En su periplo por Europa marcó 4 tantos a equipos como el Levadiakos en 2 oportunidades, además de un tanto al PAS Giannina y el Panthrakikos. En la Europa League 2014/15 jugó 10 partidos contra equipos como el Tottenham de Inglaterra, Partizán de Belgrado de Serbia, Mainz 05 de Alemania y el Maccabi Tel Aviv de Israel. Luego de su etapa en Grecia el club no hace uso de la opción de compra debiendo regresar a San Lorenzo.

### Regreso a San Lorenzo
Luego de pasar por Europa retorna a San Lorenzo de Almagro que en dicha temporada tenía de entrenador a Edgardo Bauza en 2015: nuevamente no tuvo la chance de poder jugar muchos partidos, solo participó en uno como titular y en el resto entraba desde el banco de suplentes, aunque también pudo jugar partidos de la Copa Argentina. Martín Rolle era el que, se presumía, iba a tener más consideración por parte del cuerpo técnico. En oposición a esto, Juan Cruz Oller, su representante, declaró: "Martín se quiere quedar, pero ya nos comunicaron que no será tenido en cuenta". Luego de esto recibió una oferta del Real Zaragoza de España, sin embargo no llegó a buen puerto.

### Unión
Leonardo Madelón lo pide en Unión de Santa Fe, debutando el 7 de febrero del 2016 contra Defensa y Justicia. En su primera temporada en el Tatengue juega 16 partidos además de encuentros por la Copa Argentina. En el segundo semestre solo puede jugar 10 ya que sufrió una lesión que lo sacó de la actividad en algunos partidos. A fines del 2016 Rolle se desvincula del club debido al problema económico que viven los clubes del fútbol argentino, primero se pensaba que regresaría a Olimpo de Bahía Blanca pero no llegó a acuerdo económico.

### O'Higgins
Llega al cuadro chileno el 6 de enero de 2017 por una temporada para afrontar los torneos locales y la Copa Sudamericana. El 13 de febrero marca su primer gol y de manera olímpica con mucha complicidad del arquero rival en la victoria por 2-0 frente a Unión Española por el Torneo Clausura 2017. Durante su estadía en Rancagua, jamás pudo demostrar el nivel que todos esperaban y a finales de 2017 el club decide no renovarle el contrato.

## Estadísticas
Actualizado al final de su carrera deportiva.
| Brown (M) Argentina | 4.ª                 | 2001/02             | 2   | 1  | -  | - | -  | - | 2   | 1  |
| Brown (M) Argentina | 4.ª                 | 2002/03             | 6   | 1  | -  | - | -  | - | 6   | 1  |
| Brown (M) Argentina | 2.ª                 | 2021                | 12  | 1  | -  | - | -  | - | 12  | 1  |
| Brown (M) Argentina | 2.ª                 | 2022                | 29  | 2  | -  | - | -  | - | 29  | 2  |
| Brown (M) Argentina | 2.ª                 | 2023                | 13  | 1  | -  | - | -  | - | 13  | 1  |
| Brown (M) Argentina | Total               | Total               | 62  | 6  | -  | - | -  | - | 62  | 6  |
| C.A.I. Argentina | 2.ª                 | 2003/04             | ?   | ?  | -  | - | -  | - | ?   | ?  |
| C.A.I. Argentina | 2.ª                 | 2004/05             | ?   | ?  | -  | - | -  | - | ?   | ?  |
| C.A.I. Argentina | 2.ª                 | 2005/06             | 28  | 2  | -  | - | -  | - | 28  | 2  |
| C.A.I. Argentina | 2.ª                 | 2006/07             | 32  | 5  | -  | - | -  | - | 32  | 5  |
| C.A.I. Argentina | 2.ª                 | 2007/08             | 37  | 5  | -  | - | -  | - | 37  | 5  |
| C.A.I. Argentina | 2.ª                 | 2008/09             | 37  | 4  | -  | - | -  | - | 37  | 4  |
| C.A.I. Argentina | Total               | Total               | 169 | 17 | -  | - | -  | - | 169 | 17 |
| Olimpo Argentina | 2.ª                 | 2009/10             | 37  | 12 | -  | - | -  | - | 37  | 12 |
| Olimpo Argentina | 1.ª                 | 2010/11             | 34  | 5  | -  | - | -  | - | 34  | 5  |
| Olimpo Argentina | 1.ª                 | 2011/12             | 37  | 8  | 1  | 1 | -  | - | 38  | 9  |
| Olimpo Argentina | Total               | Total               | 108 | 25 | 1  | 1 | -  | - | 109 | 26 |
| San Lorenzo Argentina | 1.ª                 | 2012/13             | 6   | 0  | 0  | 0 | -  | - | 6   | 0  |
| San Lorenzo Argentina | 1.ª                 | 2015                | 8   | 0  | 2  | 0 | -  | - | 10  | 0  |
| San Lorenzo Argentina | Total               | Total               | 14  | 0  | 2  | 0 | -  | - | 16  | 0  |
| Arsenal Argentina | 1.ª                 | 2012/13             | 16  | 2  | 6  | 0 | 5  | 1 | 27  | 3  |
| Arsenal Argentina | 1.ª                 | 2013/14             | 33  | 3  | 1  | 0 | 6  | 1 | 40  | 4  |
| Arsenal Argentina | Total               | Total               | 49  | 5  | 7  | 0 | 11 | 2 | 67  | 7  |
| Asteras Trípoli · Grecia | 1.ª                 | 2014/15             | 31  | 4  | 4  | 0 | 10 | 0 | 45  | 4  |
| Asteras Trípoli · Grecia | 1.ª                 | 2018/19             | 13  | 0  | 6  | 1 | 2  | 0 | 21  | 1  |
| Asteras Trípoli · Grecia | Total               | Total               | 44  | 4  | 10 | 1 | 12 | 0 | 66  | 5  |
| Unión Argentina | 1.ª                 | 2016                | 16  | 0  | 1  | 0 | -  | - | 17  | 0  |
| Unión Argentina | 1.ª                 | 2016/17             | 10  | 0  | 3  | 0 | -  | - | 13  | 0  |
| Unión Argentina | Total               | Total               | 26  | 0  | 4  | 0 | -  | - | 30  | 0  |
| O'Higgins · Chile | 1.ª                 | 2017-C              | 15  | 2  | -  | - | 2  | 0 | 17  | 2  |
| O'Higgins · Chile | 1.ª                 | 2017-T              | 10  | 1  | 3  | 1 | -  | - | 13  | 2  |
| O'Higgins · Chile | Total               | Total               | 25  | 3  | 3  | 1 | 2  | 0 | 30  | 4  |
| Kerkyra · Grecia | 1.ª                 | 2017/18             | 13  | 1  | 0  | 0 | -  | - | 13  | 1  |
| Kerkyra · Grecia | Total               | Total               | 13  | 1  | 0  | 0 | -  | - | 13  | 1  |
| Gozzano · Italia | 3.ª                 | 2019/20             | 23  | 1  | -  | - | -  | - | 23  | 1  |
| Gozzano · Italia | Total               | Total               | 23  | 1  | -  | - | -  | - | 23  | 1  |
| Ionikos · Grecia | 2.ª                 | 2020/21             | 27  | 5  | -  | - | -  | - | 27  | 5  |
| Ionikos · Grecia | Total               | Total               | 27  | 5  | -  | - | -  | - | 27  | 5  |
| Total en su carrera | Total en su carrera | Total en su carrera | 560 | 67 | 27 | 3 | 25 | 2 | 612 | 72 |
| (1) Incluye datos de Copa Argentina, Supercopa Argentina, Copa de Grecia y Copa Chile. (2) Incluye datos de Copa Libertadores y Europa League. |                     |                     |     |    |    |   |    |   |     |    |

## Palmarés
| Título             | Equipo                 | País      | Año  |
| ------------------ | ---------------------- | --------- | ---- |
| Primera B Nacional | Olimpo de Bahía Blanca | Argentina | 2010 |
| Copa Argentina     | Arsenal de Sarandí     | Argentina | 2013 |
| Segunda Superliga  | Ionikos                | Grecia    | 2021 |